# Прорвёмся
Прорвёмся (укр. Прорвемось) — первый украинский боевик от «ПРЕ» и «5-го канала». Проект был долго известен как блокбастер о революции от компании «Пре». Впервые о нём коллектив «Пре» заявил в апреле 2005 года на пресс-конференции в кинотеатре «Баттерфляй-Ультрамарин». В связи с этим был проведен ряд акций и конкурсов — «Народный актер», «Народный сценарий», «Народный саундтрек» и т. д., в которых приняли участие более 10 000 человек. Бюджет ленты — около 2 млн долларов.

## Сюжет
Спортсмены-парашютисты «Старый», «Гонщик», «Клоун» и «Заяц» готовятся к Чемпионату мира. В стране «Оранжевая революция», и всё финансирование идёт на админресурс накануне очередного тура выборов. Поиск финансирования ложится на плечи спортсменов, однако, продажа коллекции и сдача квартиры в аренду не покрывают необходимую сумму.
Младший из компании, «Заяц», решается на кражу у городских бандитов. Разочарование приходит после открытия чемодана, в котором вместо денег находится некое средство, принадлежащее «Доку», в имение которого и попадает пойманный «Заяц». За спасение брата «Старому» ставится условие по оказание криминальной услуги «Доку».

## В ролях
- Николай Олейник — Нестор Иванович
- Алексей Вертинский — «Док»
- Алексей Бондарев
- Игорь Гаврилив
- Максим Максименко
- Лев Сомов

### В эпизодах
- Антонина Макарчук
- Валентина Зимняя
- Анна Бобало
- Денис Кибардин
- Сергей Стрельников
- Тарас Курьян
- Александр Малышев
- Василий Кухарский
- Сергей Вдовиченко
- Николай Грищенко
- Виталий Лазарев
- Юрий Попов
- Александр Боровский
- Дмитрий Волков
- Антон Марлоский

## Съёмочная группа
- Автор сценария: Иван Кравчишин
- Режиссёр-постановщик: Иван Кравчишин
- Операторы: Михаил Кретов, Анатолий Сахно, Андрей Лисецкий
- Художник по костюмам: Наталья Цыбулько
- Художник по гриму: Алёна Богомольникова
- Композитор: Игорь Стецюк
- Звукорежиссёр: Александр Осадчий
- Консультант: Влад Лясковский
- Директор картины: Евгений Новиков
- Продюсер: Иван Кравчишин

## Музыка
Наряду с использованием электронной музыки Игоря Стецюка, в фильме звучат композиции киевских групп «Вася Клаб» и «Братья Карамазовы», полтавских «Арахнофобия» и коллектива «Древо» (Пирятинский р-н Полтавской области), других украинских музыкантов.